# 托雷·霍尔姆
托雷·霍尔姆（瑞典語：Tore Holm，1896年11月25日—1977年11月15日），瑞典男子帆船运动员。他曾代表瑞典参加1920年、1928年、1932年、1936年和1948年夏季奥林匹克运动会帆船比赛，共获得二枚金牌和二枚铜牌。